# Placówka Straży Granicznej II linii „Lubomia”
Placówka Straży Granicznej II linii „Lubomia” – jednostka organizacyjna Straży Granicznej pełniąca służbę ochronną na granicy polsko-niemieckiej w okresie międzywojennym.

## Formowanie i zmiany organizacyjne
Rozporządzeniem Prezydenta Rzeczypospolitej Polskiej Ignacego Mościckiego z 22 marca 1928 roku, do ochrony północnej, zachodniej i południowej granicy państwa, a w szczególności do ich ochrony celnej, powoływano z dniem 2 kwietnia 1928 roku  Straż Graniczną.
Rozkazem nr 4 z 30 kwietnia 1928 roku w sprawie organizacji Śląskiego Inspektoratu Okręgowego dowódca Straży Granicznej gen. bryg. Stefan Pasławski określił strukturę organizacyjną komisariatu SG „Kornowac”. Placówka Straży Granicznej II linii „Kornowac” znalazła się w jego strukturze.
Rozkazem nr 4/31 zastępcy komendanta Straży Granicznej płk. Emila Czaplińskiego z 20 października 1931 roku przeniesiono siedzibę komisariatu i placówki II linii do Lubomi.
W 1931 roku placówka wystawiała posterunek SG „Pstrążna”.

## Kierownicy/dowódcy placówki
| stopień    | imię i nazwisko     | okres pełnienia służby |
| ---------- | ------------------- | ---------------------- |
| przodownik | Antoni Smoliński    | 1928 – był w 1933      |
| przodownik | Wacław Andrzejewski | był w 1934             |